# 萨姆兰攻势
萨姆兰攻势是東普魯士攻勢晚期蘇軍發起的一場軍事行動。在攻勢推進前，東普魯士大部分地區已被蘇軍攻佔。一些德軍被圍困在柯尼斯堡。1945年4月9日，柯尼斯堡被蘇軍攻佔，1945年4月13日，蘇軍發動萨姆兰攻势，試圖佔領整個桑比亚半岛。4月25日，攻勢結束。除了維斯瓦沙嘴外，整個桑比亚半岛都被蘇軍控制。維斯瓦沙嘴的德國守軍直到5月8日才投降。